# Jorge Sarmiento
Jorge Sarmiento (ur. 20 listopada 1900 w Limie, zm. 25 lutego 1957 tamże) – peruwiański piłkarz, reprezentant kraju, grający na pozycji napastnika.

## Kariera klubowa
Sarmiento swoją przygodę z piłką rozpoczął w 1916 w zespole Sport José Gálvez. Wraz z drużyną zdobył mistrzostwo Primera División Peruana. W następnym sezonie przeniósł się do Association, po czym dołączył do Allianzy Lima.
Jako piłkarz Los Íntimos siedmiokrotnie triumfował w rozgrywkach Primera División Peruana w latach 1918, 1919, 1927, 1928, 1931, 1932 i 1933. Od 1935 do 1936 grał w Deportivo Municipal, w którym zakończył karierę piłkarską.

## Kariera reprezentacyjna
Sarmiento został powołany na Copa América 1927. Podczas turnieju zadebiutował w drużynie narodowej w wygranym 3:2 spotkaniu z Boliwią. Sarmiento zdobył w tym spotkaniu bramkę. Drugi i zarazem ostatni mecz w drużynie Boliwii Sarmiento rozegrał podczas tego samego turnieju, 27 listopada 1927. Przeciwnikiem była Argentyna, a mecz zakończył się zwycięstwem Albicelestes 5:1. 
W 1930 został powołany przez trenera Francisco Bru na Mistrzostwa Świata. Nie zagrał jednak w żadnym spotkaniu.
| Mecze i gole w reprezentacji | Mecze i gole w reprezentacji | Mecze i gole w reprezentacji | Mecze i gole w reprezentacji | Mecze i gole w reprezentacji | Mecze i gole w reprezentacji | Mecze i gole w reprezentacji |
| #                            | Data                         | Miasto                       | Przeciwnik                   | Gol                          | Wynik                        | Rozgrywki                    |
| ---------------------------- | ---------------------------- | ---------------------------- | ---------------------------- | ---------------------------- | ---------------------------- | ---------------------------- |
| 1.                           | 13.11.1927                   | Lima                         | Boliwia                      | Gol                          | 3:2                          | Copa América 1927            |
| 2.                           | 27.11.1927                   | Lima                         | Argentyna                    |                              | 1:5                          | Copa América 1927            |

## Kariera trenerska
Sarmiento zanotował w latach 1935–1937 pracę na stanowisku trenera w zespole Alianza Lima. Nie odniósł jednak większych sukcesów podczas swojej pracy. 

## Sukcesy
Sport José Gálvez
- Mistrzostwo Primera División Peruana (1): 1916

Allianza Lima
- Mistrzostwo Primera División Peruana (7): 1918, 1919, 1927, 1928, 1931, 1932 i 1933